# Elvir Huskić
Elvir Huskić (* 26. Februar 1996) ist ein bosnisch-herzegowinischer Fußballspieler.

## Karriere
Huskić begann seine Karriere beim FC Bad Gastein. 2006 wechselte er in die Jugend des FC Red Bull Salzburg. 2010 kam er in die AKA Linz, in der er bis 2014 spielte. Zur Saison 2014/15 wechselte er zur SPG FC Pasching/LASK Juniors. Sein Debüt in der Regionalliga gab er im August 2014, als er am zweiten Spieltag jener Saison gegen den USV Allerheiligen in der 65. Minute für Tobias Pellegrini eingewechselt wurde.
Seinen ersten Treffer in der Regionalliga erzielte er im August 2015 bei einer 4:2-Niederlage gegen den USV Allerheiligen. Mit den Juniors stieg er 2018 in die 2. Liga auf. In der Aufstiegssaison 2017/18 absolvierte er 29 Spiele in der Regionalliga und erzielte dabei einen Treffer.
Sein Debüt in der zweithöchsten Spielklasse gab er im Juli 2018, als er am ersten Spieltag der Saison 2018/19 gegen die Zweitmannschaft des FC Wacker Innsbruck in der Startelf stand.
Zur Saison 2019/20 wechselte er zum Regionalligisten FC Wels. Für die Welser kam er in drei Jahren zu 62 Regionalligaeinsätzen, in denen er 20 Tore erzielte. Mit Wels stieg er 2022 allerdings aus der dritthöchsten Spielklasse ab. Daraufhin wechselte er zur Saison 2022/23 zum ebenfalls viertklassigen ASKÖ Oedt.